# Hemirhagerrhis kelleri
Hemirhagerrhis kelleri — вид змій родини піщаних змій (Psammophiidae). Мешкає в Східній Африці.

## Поширення і екологія
Hemirhagerrhis kelleri мешкають на сході Ефіопії, в Сомалі, на південному заході Південного Судану, в Кенії та на північному заході Танзанії, спостерігалися в Уганді. Вони живуть в сухих саванах і напівпустелях, трапляються в прибережних заростях, в Ефіопії на висоті від 200 до 700 м над рівнем моря, в Кенії на висоті до 1500 м над рівнем моря. Ведуть напівдеревний спосіб життя. Живляться яйцями геконів та карликовими геконами з роду Lygodactylus.